# طلب حجب الثقة عن الحكومة الإسبانية بقيادة ماريانو راخوي 2018
طلب حجب الثقة عن الحكومة الإسبانية بقيادة ماريانو راخوي 2018 هو طلب تصويت لحجب الثقة عن حكومة راخوي الثانية عقد ما بين 31 مايو و 1 يونيو 2018. تقدم بالطلب حزب العمال الاشتراكي الإسباني في 25 مايو بعد كشف فضيحة فساد داخل الحزب الشعبي الحاكم. نجح التصويت وأدى إلى عزل ماريانو راخوي واستبداله بزعيم حزب العمال الاشتراكي، بيدرو سانشيز.